# Arquidiocese de Udine
A Arquidiocese de Udine (em latim: Archidiœcesis Utinensis), é uma circunscrição eclesiástica da Igreja Católica na Itália, pertencente à Província Eclesiástica do Triveneto e à Conferenza Episcopale Italiana.

## Território
A Sé está na cidade de Udine. Da arquidiocese fazem parte 373 paróquias. A arquidiocese não tem dioceses sufragâneas.

## História
A Arquidiocese foi erguida, como a de Arquidiocese de Gorizia em 6 de julho 1751, quando Papa Bento XIV, sob as pressõoes dos Hasburgo, suprimiu o Patriarcado de Aquileia.
O primeiro Arcebispo de Udine foi o ex Patriarca de Aquileia Daniel Dolfin que, além disso, manteve o antigo tìtulo atè a morte.
Em 1 de maio 1818 Udine virou simples Diocese sob a jurisdição de Veneza.
Porém, Pio IX, em 14 de março 1847 voltou dar o tìtulo de Arquidiocese.

## Curiosidades
Em lembrança do antigo tìtulo patriarcal, o Arcebispo de Udine pode vestir a talar vermelha, em vez daquela viola dos Bispos e Arcebispos.

## Cronolgia dos Arcebispos do sèculo XX
| #                        | Nome                                            | Período    | Notas                                         |
| Arcebispos               | Arcebispos                                      | Arcebispos | Arcebispos                                    |
| ------------------------ | ----------------------------------------------- | ---------- | --------------------------------------------- |
| 14º                      | Riccardo Lamba                                  | 2024-      | Atual                                         |
| 13º                      | Andrea Bruno Mazzocato                          | 2009-2024  | Arcebispo emérito                             |
| 12º                      | Pietro Brollo                                   | 2000-2009  |                                               |
| 11º                      | Alfrédo Battisti                                | 1972-2000  |                                               |
| 10º                      | Giuseppe Zaffonato †                            | 1956-1972  |                                               |
| 9º                       | Giuseppe Nogara †                               | 1928-1952  |                                               |
| 8º                       | António Anastácio Rossi †                       | 1910-1927  | Nomeado Patriarca Ecumênico de Constantinopla |
| 7º                       | Pedro Zamburlini †                              | 1896-1909  |                                               |
| 6º                       | Giovanni Maria Berengo †                        | 1884-1896  |                                               |
| 5º                       | Andrea Casasola †                               | 1863-1884  |                                               |
| 4º                       | Giuseppe Luigi Trevisanato †                    | 1852-1862  | Nomeado Patriarca de Veneza                   |
| 3º                       | Zaccaria Bricito †                              | 1847-1851  |                                               |
| 2º                       | Zaccaria Bricito †                              | 1846-1847  |                                               |
| 1º                       | Emmanuele Lodi, O.P. †                          | 1819-1845  |                                               |
| Bispos                   |                                                 |            |                                               |
| 6º                       | Baldassare Rasponti †                           | 1807-1814  |                                               |
| 5º                       | Pietro Antonio Zorzi, C.R.S. †                  | 1792-1803  |                                               |
| 4º                       | Niccolò Angelo Sagredo †                        | 1788-1792  | Nomeado Arcebispo da Torcello                 |
| 3º                       | Giovanni Girolamo Gradenigo, C.R. †             | 1766-1786  |                                               |
| 2º                       | Bartolomeo Gradenigo †                          | 1762-1765  |                                               |
| 1º                       | Daniele Delfino †                               | 1751-1762  |                                               |
| Bispo coadjutor          |                                                 |            |                                               |
|                          | Bartolomeo Gradenigo                            | 1753-1762  |                                               |
| Bispo-auxiliar           |                                                 |            |                                               |
|                          | Pietro Brollo                                   | 1985-1996  | Nomeado Bispo de Belluno-Feltre               |
|                          | Emilio Pizzoni                                  | 1966-1985  |                                               |
|                          | Luigi Cicuttini                                 | 1953-1946  | Nomeado Bispo de Città di Castello            |
|                          | Pietro Antonio Antivari                         | 1894-1899  |                                               |
|                          | Giovanni Pietro Martino Pellegrini              | 1786-1830  |                                               |
| Administrador apostólico |                                                 |            |                                               |
|                          | Andrea Giacinto Bonaventura Longhin, O.F.M.Cap. | 1927-1928  | Bispo de Treviso                              |